# Lars Norberg
Lars Koppang Norberg (ur. 1970 w Oslo) – norweski muzyk, kompozytor i basista. Ukończył Muzykologię na Uniwersytecie w Oslo. Studiował także w Instytucie Muzycznym w Hollywood w Stanach Zjednoczonych. Lars Norberg znany jest przede wszystkim z występów w progmetalowej grupie muzycznej Spiral Architect. W latach 2002-2007 współpracował z blackmetalowym zespołem Satyricon. Wraz z grupą nagrał wydany w 2006 roku album pt. Now, Diabolical. Również od 2006 roku jest członkiem deathmetalowej formacji Thornbound. Następnie, w 2007 roku podjął współpracę z multiinstrumentalistą Vegardem „Ihsahnem” Tveitanem wraz z którym nagrał dwie płyty.
Współtworzył również awangardowy zespół blackmetalowy pod nazwą System:Obscure. Skład grupy oprócz Norberga tworzyli: perkusista Tony Laureano, wokalista Lars „Balfori” Larsen, organista Bugge Wesseltoft oraz gitarzysta Steinar Gundersen. Muzycy zarejestrowali jedynie trzyutworową płytę promocyjną, a także wystąpili w 2006 roku na Inferno Metal Festival.
Lars Norberg pracuje także jako wykładowca w szkole muzycznej Follo Folkehøgskole w Vestby.